# Жалувана грамота Чорноморському козацькому війську 1792
Жалувана грамота Чорноморському козацькому війську 1792 — юридичний акт, який підписала російська імператриця Катерина II 30 червня 1792, в якому були відзначені заслуги Чорноморського козацького війська (ЧКВ) у російсько-турецькій війні 1787—1791 та проголошувалося, що військо отримує «острів Фанагорію з усією землею, яка лежить на правому боці річки Кубань, від гирла її до Усть-Лабінського редуту, так щоб, з одного боку, річка Кубань, а з другого — Азовське море до Єйського городка були кордонами військової землі». (Островом Фанагорія грамота називала Таманський півострів.) На підставі цієї грамоти ЧКВ переселилося в 1792—94 роках на Кубань. Напередодні переселення козацьке військо за рішенням царського уряду було оселено на території між Південним Бугом і Дністром. Ще в квітні 1790 князь Г.Потьомкін пообіцяв чорноморським козакам, що вони одержать Кінбурнську «сторону», Єнікальську округу і півострів Тамань. Водночас він подарував їм свої власні рибні ловлі на Тамані. Тим часом захоплення поміщиками земель між Південним Бугом і Дністром виявило непевність тамтешнього становища ЧКВ. Тоді військова старшина вирішила переселити козаків на вільні кубанські землі, де планувала відродити традиції Запорозької Січі. Для огляду та опису цих земель було відряджено групу козаків на чолі з М.Гуликом, а невдовзі депутація ЧКВ на чолі з А.Головатим вирушила до Санкт-Петербурга просити для себе кубанські землі. Цей намір козаків частково збігся з планами царського уряду перемістити ЧКВ на ще незалюднені кубанські землі, де треба було захищати російський кордон від черкесів. Переселення козаків на Кубань також полегшувало покріпачення селян в Україні, де поміщики скаржилися на втечі селян до ЧКВ. Катерина II підтримала ініціативу козаків і плани уряду й підписала Жалувану грамоту. Війську було доручено боронити кордон від нападів «закубанських народів». На витрати війську щорічно із державної скарбниці видавалося 20 тис. рублів. Жалувана грамота визначала штати та щорічну платню чинам ЧКВ, обмежувала традиційні козацькі вольності, підпорядкувала ЧКВ царській адміністрації.